# Anomala lujae
Anomala lujae är en skalbaggsart som beskrevs av Ohaus 1911. Anomala lujae ingår i släktet Anomala och familjen Rutelidae. Inga underarter finns listade i Catalogue of Life.